# Metalstorm : La Tempête d'acier
Pour plus de détails, voir Fiche technique et Distribution.
Metalstorm : La Tempête d'acier (titre original : Metalstorm: The Destruction of Jared-Syn) est un film américain de Charles Band sorti en 1983.

## Synopsis
Sur la planète Lemuria, Jack Dogen, policier, veut à tout prix retrouver le criminel Jared-Syn, qui pousse les Cyclopes et les Nomades à la révolte. Baal, le fils de Jared-Syn, est un être mi-homme mi-machine doté d'un bras mécanique capable d'injecter du venin. Ce dernier abat le père de Dhyana alors qu'il cherchait les cristaux permettant de devenir invincible. Voulant se venger à son tour de Jared-Syn et de Baal, Dhyana décide de faire équipe avec Dogen pour mettre fin à ce cauchemar.

## Fiche technique
- Titre original : Metalstorm: The Destruction of Jared-Syn
- Réalisation : Charles Band
- Scénario : Alan J. Adler
- Directeur de la photographie : Mac Ahlberg
- Montage : Brad Arensman
- Musique : Richard Band
- Costumes : Kathie Clark
- Production : Alan J. Adler et Charles Band
- Genre : Film de science-fiction
- Pays de production :  États-Unis
- Durée : 84 minutes
- Date de sortie :
  - États-Unis : 19 août 1983
- Affiche : Jean Mascii (France)

## Distribution
- Jeffrey Byron (VF : Hervé Jolly) : Jack Dogen
- Michael Preston (VF : Jacques Thébault) : Jared-Syn
- Tim Thomerson (VF : Sady Rebbot) : Rhodes
- Kelly Preston (VF : Martine Messager) : Dhyana
- Richard Moll : Hurok
- R. David Smith (VF : Marc de Georgi) : Baal
- Larry Pennell : Aix
- Marty Zagon : Zax
- Mickey Fox : Poker Annie
- J. Bill Jones : le lieutenant de Baal
- Winston Jones : Chimera